# 環帶織鮨
環帶織鮨，為輻鰭魚綱鱸形目鱸亞目鮨科的其中一種，分布於澳洲海域，體長可達30公分，生活在珊瑚礁、岩礁海域，為底棲性魚類，屬肉食性，生活習性不明。

## 擴展閱讀
維基物種上的相關：環帶織鮨